# محطة قطار تل أبيب – سفيدور مركز
محطة قطار تل أبيب – سفيدور مركز (بالعبرية: תחנת הרכבת תל אביב – סבידור מרכז تَخَنَات هَرَكِيڤِت تِل أَڤِيڤ – سَڨِيدُور مِرْكَاز) هي محطة القطار الرئيسية في تل أبيب في إسرائيل. كما أنها أقدم محطة ركاب نشطة في المدينة. تقع المحطة عند الكيلو 93.273 على الخط الرئيسي لقطار إسرائيل.
كانت تسمى المحطة سابقًا «محطة قطار تل أبيب مركز» أُطلق عليها لاحقًا اسم «سفيدور» نسبةً لمناحيم سفيدور الذي ترأس إدارة شركة خطوط السكك الحديدية الإسرائيلية في الخمسينيات والستينيات (حتى عام 1964) (قبل خصخصة الشركة)، وانتُخب لاحقًا عضوًا للكنيست ثم رئيسًا للكنيست. في السنوات التي كان في تل أبيب محطتين فقط، جنوبية وشمالية، كان يُطلق على تل أبيب مركز أيضًا اسم «محطة قطار الشمال»، لكنه لم يكن اسمها الرسمي. (كان الاسم «محطة تل أبيب شمال» الاسم الرسمي للمحطة التي تسمى الآن بمحطة بني براك). سُميت المحطة بين الجمهور أيضًا بأرلوزورف نسبةً لشارع أرلوزورف الذي يمر بالقرب من المحطة.
تحتوي المحطة على ستة أرصفة، وهو أكبر عدد من الأرصفة موجود في محطات قطار إسرائيل (هو نفس العدد أيضًا في محطة هرتسليا)، تتوقف معظم خطوط قطارات الركاب في إسرائيل فيها. كانت المحطة لسنوات الأولى في البلاد من حيث عدد الركاب؛ اعتبارًا من عام 2017، احتلت المرتبة الثانية بعد محطة هشلوم القريبة، وفارقًا ملحوظ عن أي محطة أخرى.
بُني بجوار المحطة «تيرمينال 2000» (بالعبرية: מסוף 2000 مَصُوف 2000) (تُعرف أيضًا بمصوف أرلوزوروف أو مصوف سفيدور) وهي محطة حافلات كبيرة تغادر منها حافلات داخل المدينة وحافلات بين المدن. وفي 18 أغسطس 2023 اُفتتحت بجوار المحطة محطة تحت الأرض للقطار الخفيف، أُطلق عليها اسم محطة أرلوزوروف.

## تاريخ
افتتحت المحطة الحالية في 3 نوفمبر 1954 بعد حوالي عام ونصف من افتتاح السكة الحديدية الساحلية (مايو 1953)، وبدأت الخدمة كمحطة نهائية في الطرف الجنوبي للسكة، وكبديل لمحطة تل أبيب شمال (محطة بني براك اليوم). كانت أرصفتها في ذلك الوقت متاخمة للواجهة الشمالية لمبنى المحطة الحالي، وكانت حركة القطارات ممكنة إلى الشمال فقط. في عام 1988 افتتحت المحطة في شكلها الجديد حيث نُقلت أرصفة المحطة قرب قناة أيالون وأصبحت محطة متوسطة، أي أصبحت الحركة ممكنة إلى الجنوب أيضًا بالإضافة إلى عملها كمحطة نهائية كما كانت عليه قبل ذلك الحين. في عام 1999 افتتح جسر مشاة مسقوف يربط المحطة بمجمع البورصة في رمات غان. بين عامي 2004 و2005 نُفِذَّت أعمال بناء الرصيفين 5 و6 كما جُدِّدَ مبنى المحطة الذي أصبح مُتقادمًا على مر السنين.
في عام 2016 بدأ بناء صالة دخول وخروج جديدة متصلة بجسر "موداعي" شمال المحطة.
اكتمل بناؤها في 2018. حتى عام 2018 كانت مقار إدارة السكك الحديدية الإسرائيلية تقع بجوار المحطة، ثم انتقلت إلى مبنى حديث يقع على مقربة من محطة قطار اللد.
منذُ أكتوبر 2019 وحتّى أبريل 2020، جُهّزت المحطة ببنية تحتية كهربائية جديدة، مما سمح بتشغيل القطارات الكهربائية. وقد دخل خط القطار السريع إلى القدس حيز الخدمة في 30 يونيو 2020. في أغسطس 2023 اُفتتحت محطة القطار الخفيف "أرلوزوروف" على الخط الأحمر بجوار محطة القطار.